# Pelophylax kl. esculentus
Pelophylax kl. esculentus é uma rã europeia da família Ranidae. É usada para alimentação, particularmente em França onde pernas de rã são consideradas iguarias. As fêmeas têm entre 5 a 9 cm de cumprimento e os machos entre 6 a 11 cm.
Pelophylax esculentus é o híbrido fértil entre Pelophylax lessonae e Pelophylax ridibundus, daí a adição de "kl." (para klepton ou synklepton) no nome da espécie. Durante as últimas glaciações a população do último ancestral comum das duas espécies foi dividida em duas. Estas populações divergiram, mas permaneceram geneticamente próximas o suficientes para conseguirem criar híbridos férteis. Contudo, quando dois P. esculentus se cruzam, os seus descendentes são muitas vezes malformados, não havendo por isso populações puras. As populações híbridas são propagadas pelo cruzamento de fêmeas de P. esculentus com machos de uma das duas espécies parentais.

## Galeria

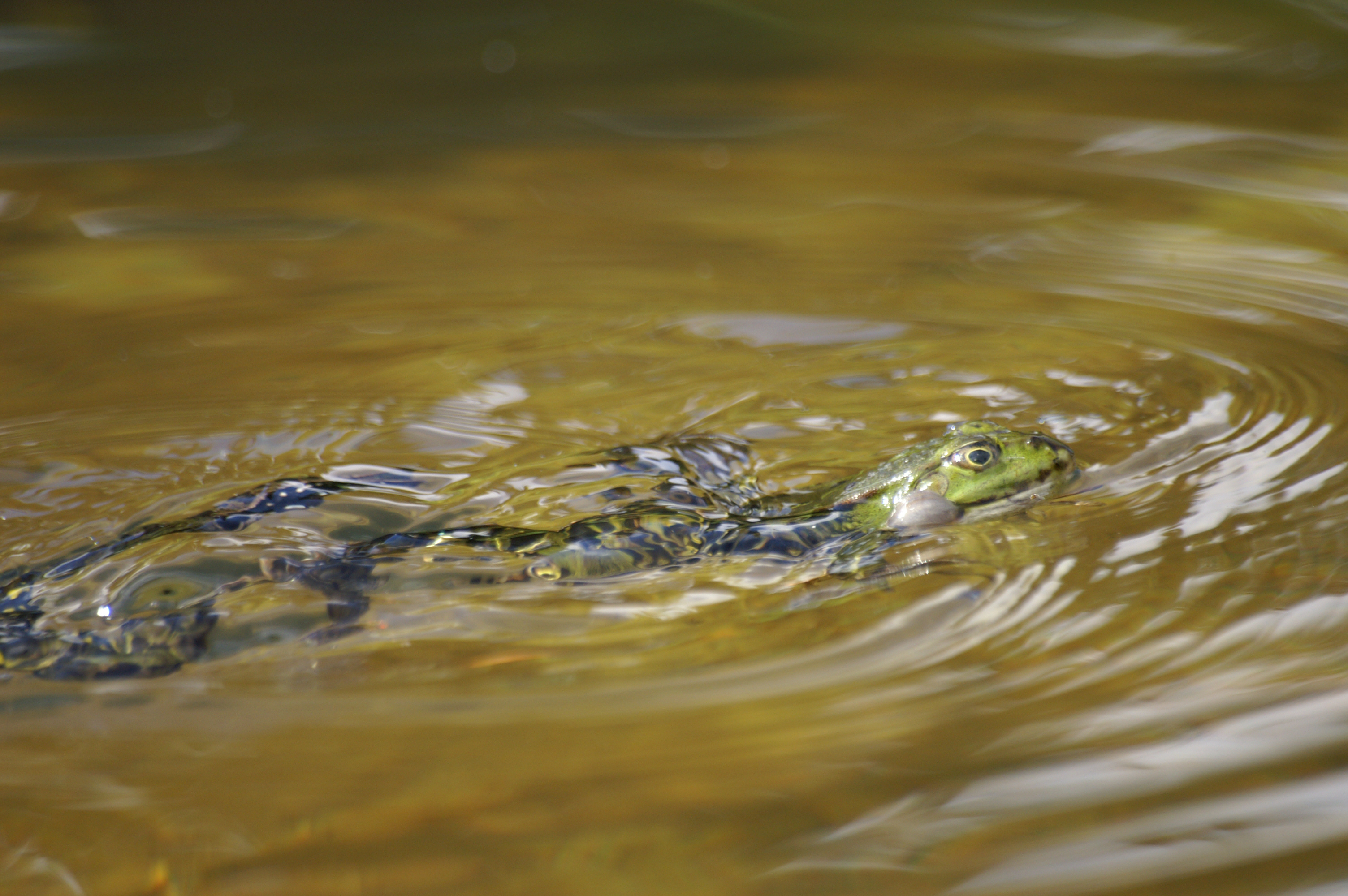
Uma rã a nadar
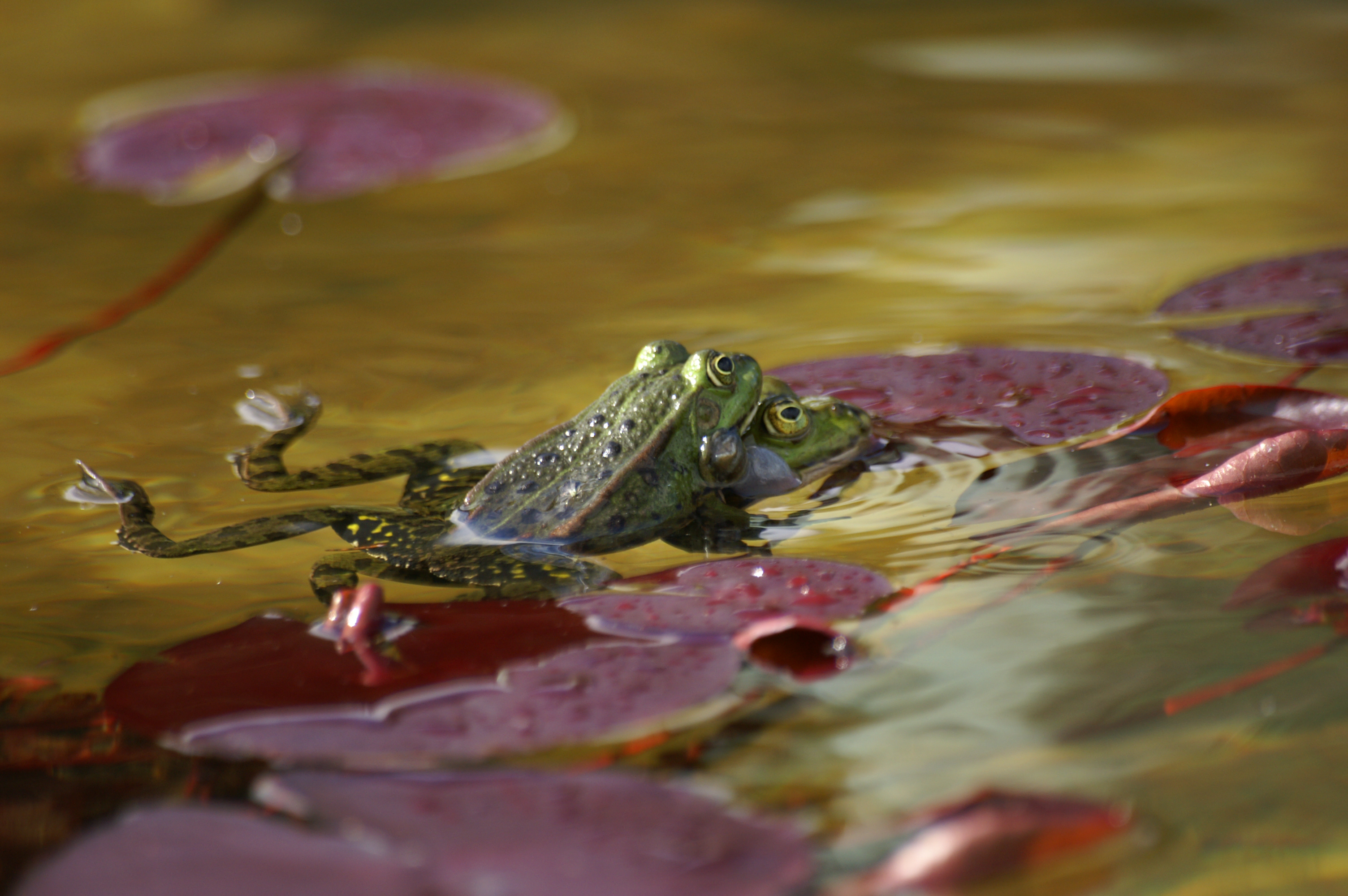
Tentativa de copulação entre dois machos
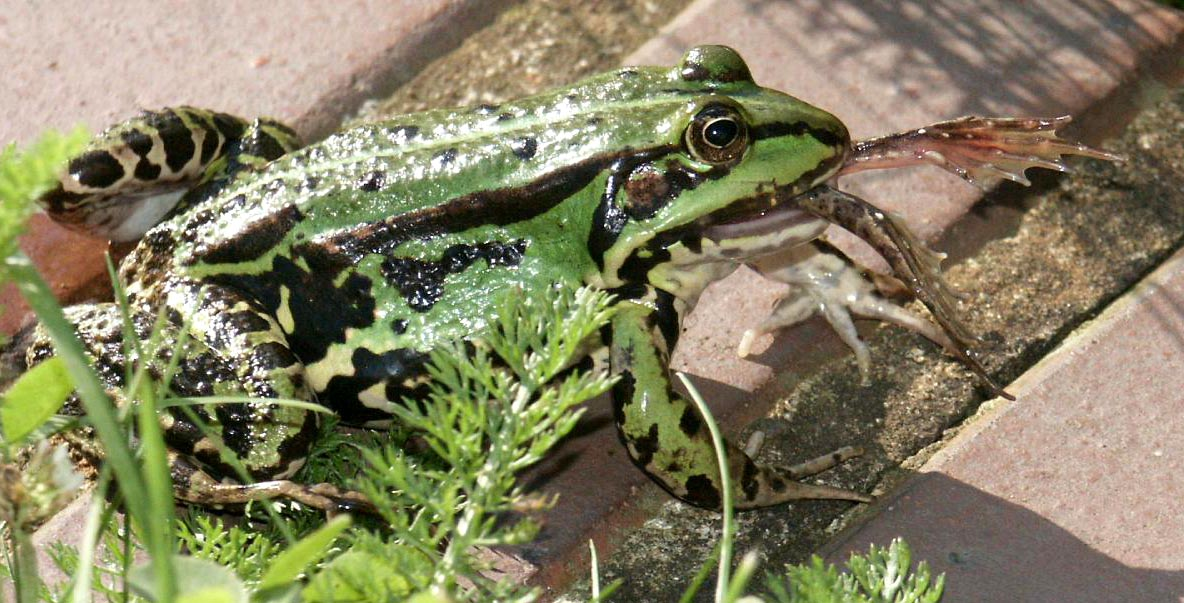
Prova de canibalismo
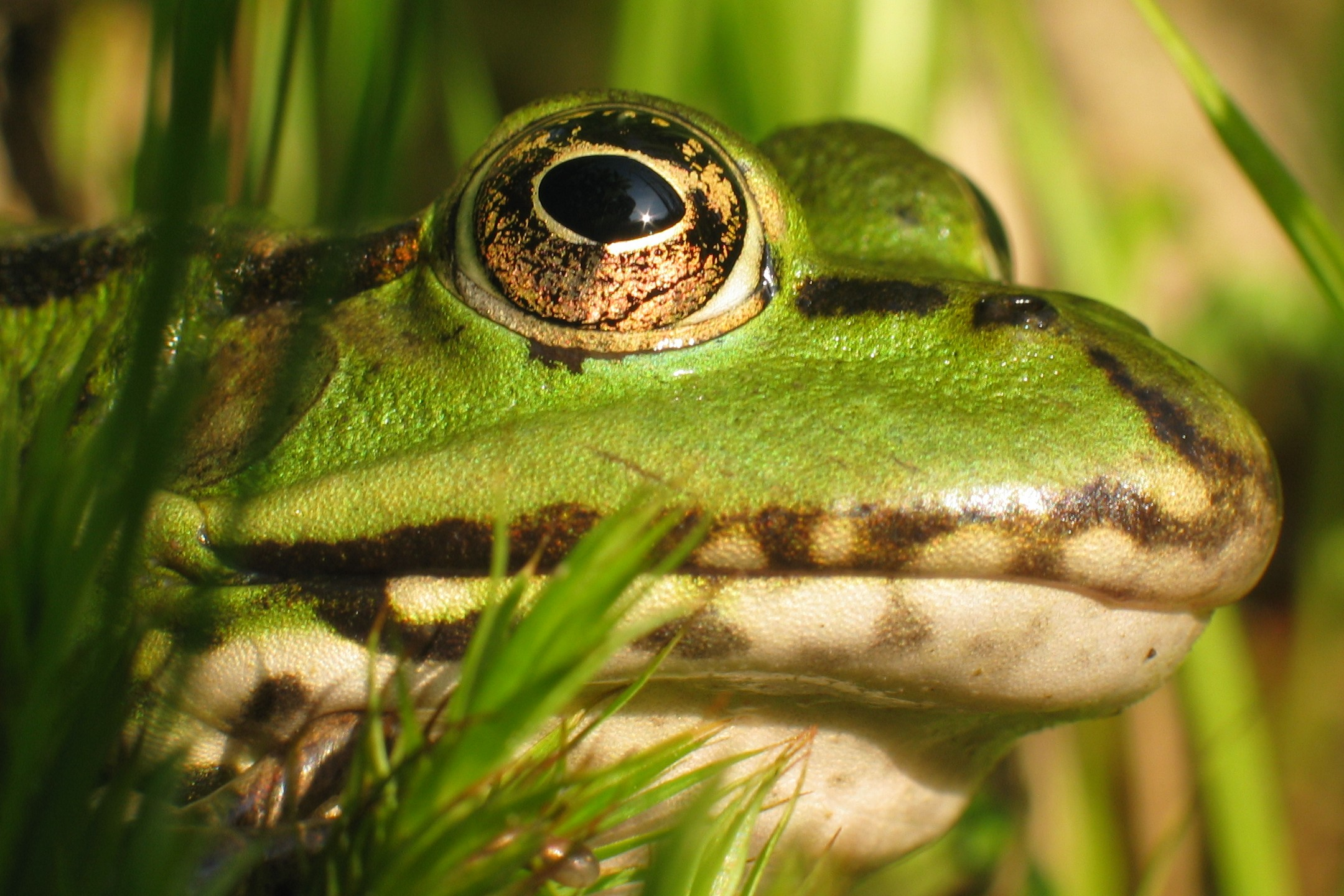
Pormenor da cabeça da rã
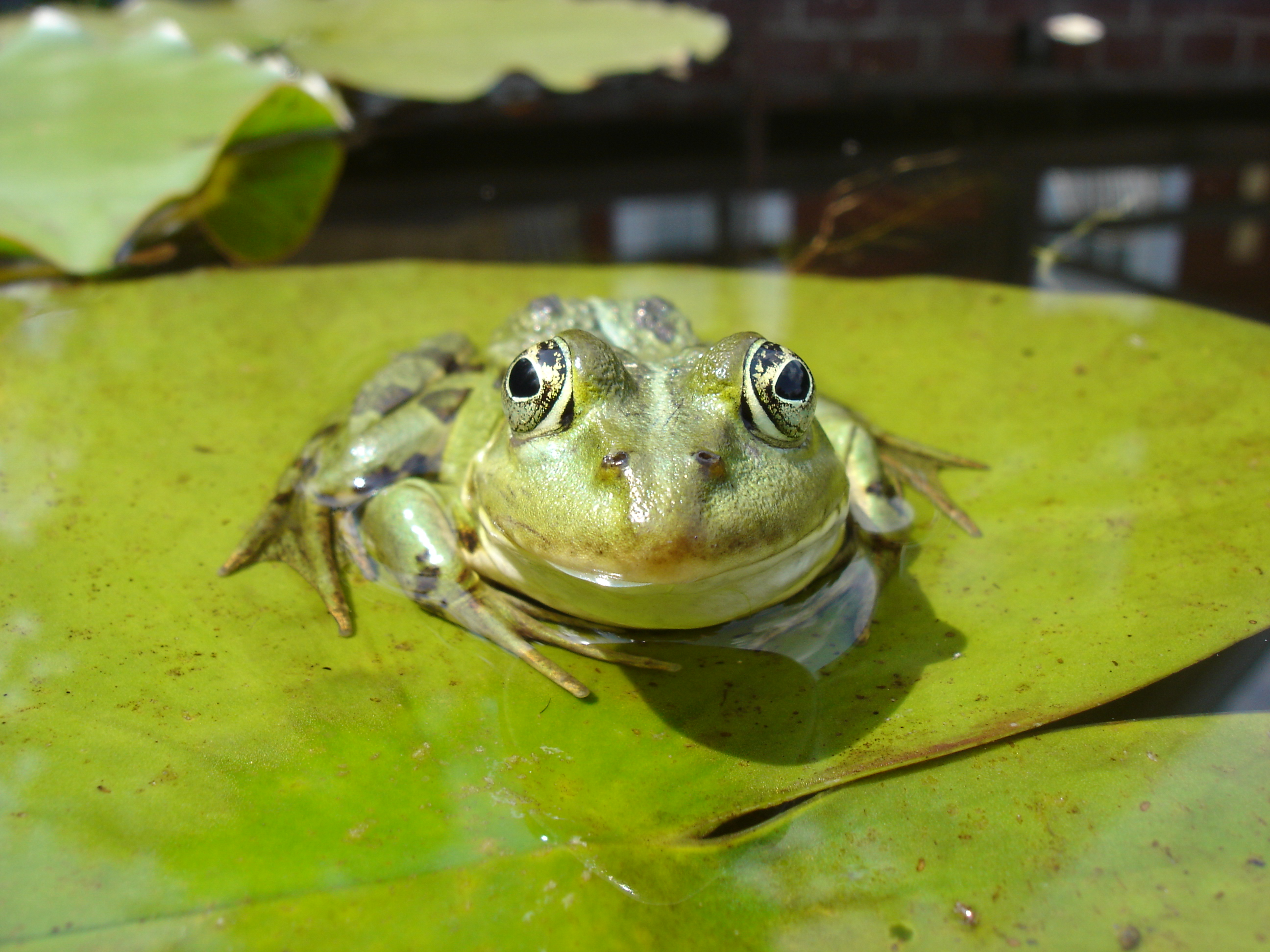
Pormenor da cabeça, sob outra perspectiva
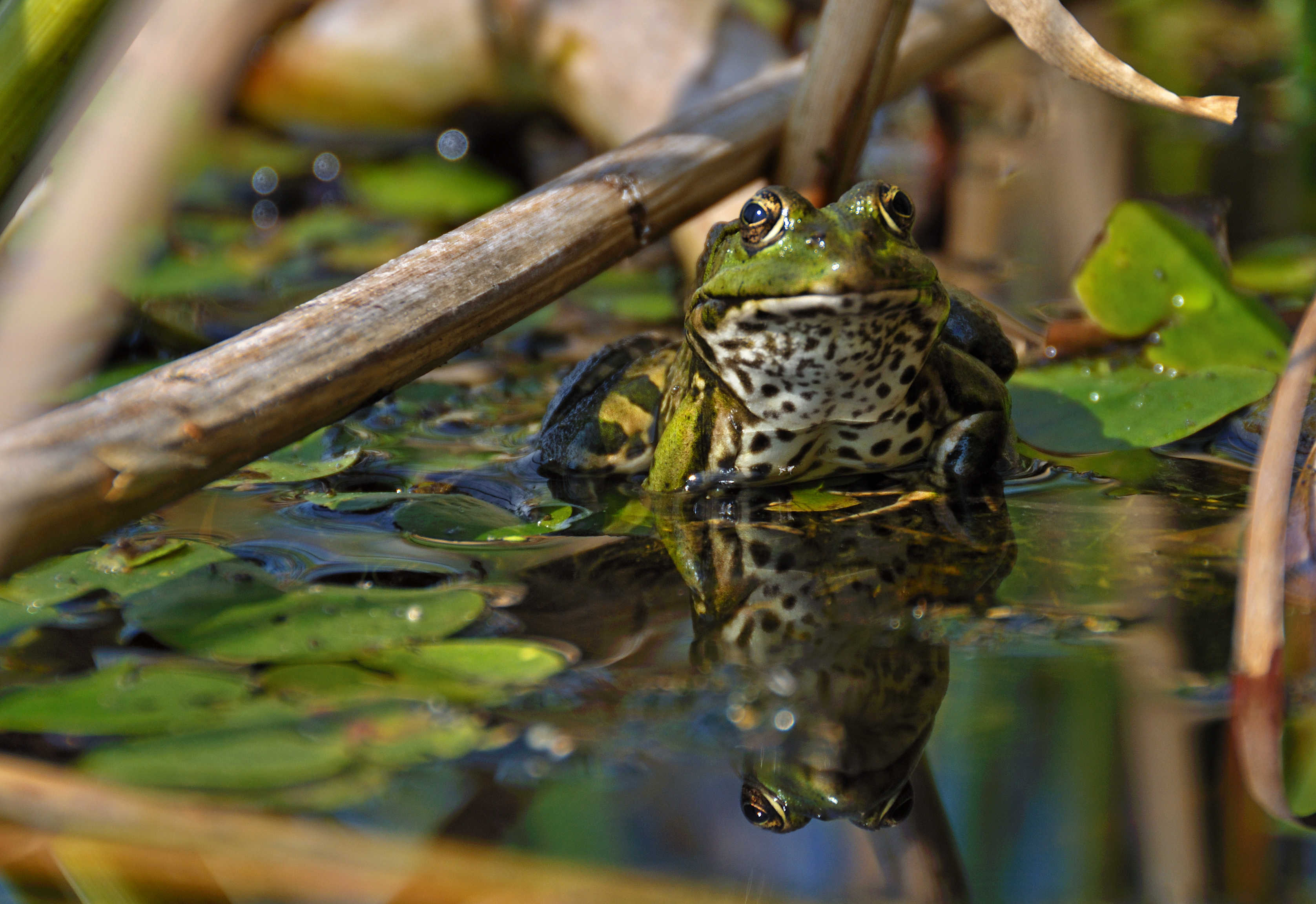
Em um ambiente natural